# Montevideo, bog te video!
Montevideo, bog te video! é um filme de drama sérvio de 2010 dirigido e escrito por Dragan Bjelogrlić. Foi selecionado como representante da Sérvia à edição do Oscar 2011, organizada pela Academia de Artes e Ciências Cinematográficas.

## Elenco
- Miloš Biković - Aleksandar "Tirke" Tirnanić
- Petar Strugar - Blagoje "Moša" Marjanović
- Nina Janković - Valerija
- Danina Jeftić - Rosa
- Mima Karadžić - Rajko